# Episodi di Mr. Cooper (prima stagione)
La prima stagione della serie televisiva Mr. Cooper è stata trasmessa in anteprima negli Stati Uniti d'America dalla ABC tra il 22 settembre 1992 e il 18 maggio 1993.
| nº | Titolo originale                                 | Titolo italiano | Prima TV USA      | Prima TV Italia |
| -- | ------------------------------------------------ | --------------- | ----------------- | --------------- |
| 1  | The Presentation                                 |                 | 22 settembre 1992 |                 |
| 2  | Hangin' with Michelle                            |                 | 29 settembre 1992 |                 |
| 3  | On the Rebound                                   |                 | 6 ottobre 1992    |                 |
| 4  | Please Pass the Jock                             |                 | 20 ottobre 1992   |                 |
| 5  | Cheers                                           |                 | 27 ottobre 1992   |                 |
| 6  | Warriors (Part 1 e 2)                            |                 | 10 novembre 1992  |                 |
| 7  | Warriors (Part 1 e 2)                            |                 | 17 novembre 1992  |                 |
| 8  | Torn Between Two Teachers                        |                 | 24 novembre 1992  |                 |
| 9  | My Dinner with Mark                              |                 | 1º dicembre 1992  |                 |
| 10 | Miracle in Oaktown                               |                 | 15 dicembre 1992  |                 |
| 11 | Unforgettable                                    |                 | 5 gennaio 1993    |                 |
| 12 | In Vanessa We Trust                              |                 | 12 gennaio 1993   |                 |
| 13 | Forbidden Fruit                                  |                 | 19 gennaio 1993   |                 |
| 14 | How to Succeed in Business Without Really Trying |                 | 2 febbraio 1993   |                 |
| 15 | Valentine's Day Massacre                         |                 | 9 febbraio 1993   |                 |
| 16 | Boyz in the Woodz                                |                 | 16 febbraio 1993  |                 |
| 17 | Boys Don't Leave                                 |                 | 23 febbraio 1993  |                 |
| 18 | The Unteachables                                 |                 | 2 marzo 1993      |                 |
| 19 | Piano Lesson                                     |                 | 16 marzo 1993     |                 |
| 20 | PMS: Post Moving in Syndrome                     |                 | 13 aprile 1993    |                 |
| 21 | A Moving Experience                              |                 | 11 maggio 1993    |                 |
| 22 | Livin' a Large Lie                               |                 | 18 maggio 1993    |                 |